# 碲化镓
碲化镓 (Ga2Te3)是一种无机化合物，也是一种碲化物。碲化镓在室温下是一种黑色晶体，可以用作半导体。

## 制备
碲化镓一般是由三甲基镓和碲氧化物在高温下化合而成。它也可以由高温下金属镓和碲直接化合而成。

## 性质

### 物理性质
室温下的碲化镓是一种黑色晶体。它的晶体结构是四面体型的。 这种晶体不是立即具有反应性或易燃性的，尽管在处理该化合物时应穿戴严格的防护用具（参见毒性）。 碲化镓的熔点介于 788 °C 到 792 °C ，不溶于水。

### 化学性质
碲化镓在室温下稳定。该化合物是相对不活泼的，并且没有与之不相容的已知材料。碲化镓随着时间的流逝会散发碲化物烟雾，并自然分解。它并不会发生自动加速现象。

### 毒性
碲化镓的毒理学特性尚未得到彻底研究。但是，碲元素有较低的毒性。它在体内转化为二甲基碲，使呼吸和汗水产生类似大蒜的气味。此外，大量接触可能导致头痛、嗜睡、金属味、食欲不振、恶心、震颤、抽搐和呼吸暂停。 处理该化合物时，应采取适当的预防措施，包括实验室护目镜和安全手套。该化合物应在通风良好的地方处理。

## 用处

### 工业
碲化镓是一种P型和III-IV类的半导体。 当前，其在工业中的使用相对有限，但是正在探索进一步的应用，尤其是其在薄膜中的应用以及在激光二极管和太阳能电池中的应用。

### 医疗用处
碲化镓的医疗用途仍在研究中。

### 其它用处
碲化镓已用于生产溅射靶材，并用于半导体，化学气相沉积（CVD）和物理气相沉积（PVD）显示和光学应用。 高纯度的碲化镓可以以多种晶体和多晶形式商购获得。